# Joseph Chapman (Radsportler)
Joseph Chapman (* 27. Mai 1981 in Imperia, Italien) ist ein neuseeländischer Straßenradrennfahrer.
Joseph Chapman fuhr 2003 für das US-amerikanische Radsportteam Lemond Fitness-Cra-Z Soap. In der Saison 2006 gewann er bei der Tour of Canterbury zwei Etappen und konnte so auch die Gesamtwertung für sich entscheiden. Im nächsten Jahr wurde Chapman in Invercargill Zweiter bei der Ozeanienmeisterschaft im Straßenrennen. In der UCI Oceania Tour 2008 belegte dadurch am Ende den dritten Platz in der Gesamtwertung. 2008 gewann Chapman das Main Divide Cycle Race und erneut die Gesamtwertung der Tour of Canterbury.

## Teams
- 2003 Lemond Fitness-Cra-Z Soap

- 2014 L & M Group Racing